# Kateřinky (Liberec)
Kateřinky (název katastrálního území je Kateřinky u Liberce, německy  Katharinberg bei Reichenberg) jsou dnes XVII. čtvrtí města Liberce. Rozkládají se převážně v Kateřinském údolí podél toku Černé Nisy, zhruba 3,5 km s./ssv. od centra Liberce.

## Historie
Původní vesnice Kateřinky u Liberce byla založena 20. října roku 1608 Kateřinou z Redernu. Její zakládací listiny uvádějí jména prvních 25 osadníků, kteří se živili hlavně plátenictvím. V roce 1630 Kateřinky tvořilo 45 usedlostí. Obec tehdy patřila mezi nejchudší v kraji, na začátku 19. století zde byly jen dva mlýny, pila a později valcha. Větší růst nastal v roce 1825, kdy Ferdinand Seidel v Kateřinkách postavil první mechanickou přádelnu. Roku 1842 byla zřízena nákladem místních továrníků údolní silnice, která byla ale silně poškozena při povodni v roce 1858. V roce 1872 byla převedena pod okresní správu. V roce 1889 se Kateřinky dočkaly stavby nové školy. K Liberci byly Kateřinky přičleněny roku 1954.

### Salomon von Hohenweeb
Bezesporu nejvýznamnějšími průmyslníky v obci byli Salomonové, konkrétně Josef Ignác Salomon. Jako největší a vlastně nejstarší zaměstnavatel dával v době největšího rozmachu práci asi 500 lidem. V sousedních Ruprechticích významně přispěl na kostel Matky Boží U Obrázku a spolufinancoval i pozdější stavbu velkého kostela, za což byl v roce 1910 povýšen do šlechtického stavu s predikátem von Hohenweeb. Pro zaměstnance zbudoval lázně, pro hasičský spolek postavil zbrojnici apod.

## Obyvatelstvo
V roce 1921 bylo v Kateřinkách 122 domů s celkem 874 obyvateli. Z toho 863 bylo Němců a 8 Čechů. Byla zde pošta s telegrafem a telefonem a četnická stanice.
| Rok            | 1869  | 1880  | 1890 | 1900 | 1910  | 1921 | 1930 | 1950 | 1961 | 1970 | 1980 | 1991 | 2001 | 2011 | 2021 |
| -------------- | ----- | ----- | ---- | ---- | ----- | ---- | ---- | ---- | ---- | ---- | ---- | ---- | ---- | ---- | ---- |
| Počet obyvatel | 1 038 | 1 001 | 943  | 985  | 1 030 | 874  | 828  | 464  | 442  | 371  | 472  | 369  | 423  | 463  | 540  |
| Počet domů     | 90    | 96    | 103  | 106  | 108   | 122  | 132  | 126  | 126  | 78   | 99   | 110  | 118  | 127  | 127  |

## Seznam ulic
- Břehová
- Buková
- Horská
- Kateřinská
- Ke Koupališti
- Ladova
- Nad Pianovkou
- Pod Dračím kamenem
- Polední
- U Hřiště
- U Lesního divadla
- V Rokli
- Zlatá

## Doprava
Veřejnou dopravu zajišťují autobusy liberecké MHD, především linky č. 13 a 18. Nachází se zde dvě obratiště, na zastávce Kateřinky lesní správa a také na zastávce Škola Kateřinky. Toto obratiště je umístěno přímo ve školním areálu, zajíždějí sem i školní linky č. 53, 54 a 55.

## Školství
V Kateřinkách se nachází školní areál tvořený třemi školami. Sídlí zde Střední škola Kateřinky, Střední škola designu interiéru Kateřinky a Střední škola oděvního designu Kateřinky, které dohromady navštěvuje kolem 640 žáků.